# Aland (Altmark)
Pour les articles homonymes, voir Aland.
Aland est une commune allemande de l'arrondissement de Stendal, Land de Saxe-Anhalt.

## Géographie
Aland se situe tout au nord de la Saxe-Anhalt, au bord de l'Elbe qui forme la frontière avec le Brandebourg.
La commune comprend sept quartiers principaux :
| - Aulosen - Krüden - Am Waldrand - Gerichsee - Groß Holzhausen - Voßhof - Wilhelminenhof | - Pollitz - Kahlenberge - Ziegelei - Scharpenhufe - Nattewisch - Vielbaum | - Wahrenberg - Wanzer - Klein Wanzer |

| Lanz      | Cumlosen | Wittenberge |
|           | Aland    |             |
| Zehrental |          | Seehausen   |

Aland se trouve sur la Bundesstraße 189 et la ligne de Magdebourg à Wittenberge.

## Histoire
La commune naît en janvier 2010 de la fusion d'Aulosen, Krüden, Pollitz et Wanzer. Elle prend son nom de l'Aland, affluent de l'Elbe. En septembre 2010, Wahrenberg rejoint Aland.

## Personnalités liées à la ville
- Ferdinand von Voß-Buch (1788-1871), général né à Vielbaum.